# Dicranota (Paradicranota) rivularis
Dicranota (Paradicranota) rivularis is een tweevleugelige uit de familie Pediciidae. De soort komt voor in het Nearctisch gebied.